# Gadomiec-Jebieńki
Gadomiec-Jebieńki – kolonia w Polsce położona w województwie mazowieckim, w powiecie przasnyskim, w gminie Krzynowłoga Mała.